# Il campo dei santi
Il campo dei santi (titolo orig. Le Camp des saints) è un romanzo fantapolitico e distopico dello scrittore francese Jean Raspail, pubblicato nel 1973. Ambientato negli anni Novanta, cioè vent'anni più avanti rispetto al periodo della sua composizione, il romanzo descrive la sommersione della civiltà occidentale, in particolare della Francia, a causa della massiccia immigrazione di indiani, provenienti dal delta del Gange. Un milione di poveri assaltano le navi mercantili. Gli immigrati salpano poi verso un Occidente incapace di costringerli a cambiare rotta. Quello che, secondo l'autore, sarebbe stato l'avverarsi di un incubo, l'immigrazione incontrollata di masse dal Terzo Mondo.

## Titolo

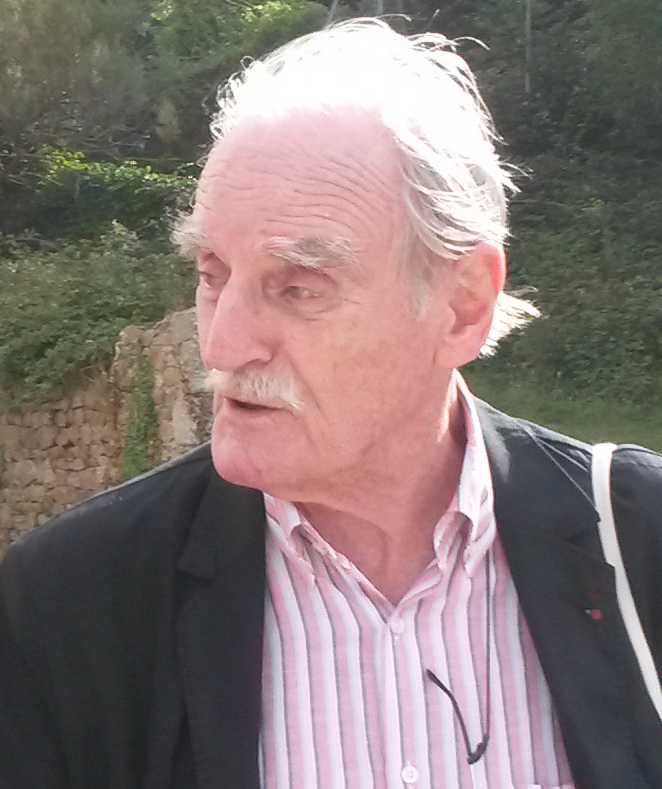
Jean Raspail

Il titolo deriva da un versetto dell'Apocalisse: «Il tempo dei mille anni giunge alla fine. Ecco, escono le nazioni che sono ai quattro angoli della terra, il cui numero eguaglia la sabbia del mare. Esse partiranno in spedizione sulla faccia della terra, assalteranno il campo dei Santi e la Città diletta».

## Trama
All'inizio degli anni Novanta, una folla immensa di paria indiani, guidata da un personaggio chiamato il "coprofago", s'impadronisce di un centinaio d'imbarcazioni all'ancora nel porto di Calcutta e comincia a navigare verso le coste della Francia. Di fronte all'incipiente avanzare di quella che verrà chiamata "armata dell'ultima chance", l'opinione pubblica e le autorità sono titubanti e sempre più remissive. 
Due mesi dopo, il lunedì di Pasqua del 1990, le imbarcazioni si arenano sulla Costa Azzurra, sotto lo sguardo impotente delle autorità pubbliche, impotenti di fronte alla debolezza della popolazione autoctona, alla codardia dell'amministrazione prefettizia e all'indebolimento dell'esercito francese. Questa "sommersione" deriva quindi dall'incapacità sia delle autorità pubbliche che della popolazione di reagire a questa invasione pacifica, che ha gravi conseguenze sulla natura di una civiltà già antica, oltre alla cecità di un clero cattolico fin troppo favorevole all'accoglienza delle popolazioni immigrate.
Il disarmo morale dell'Occidente sfocerà nella resa incondizionata della Francia di fronte al milione di invasori venuti dal Gange.

## Accoglienza e influenza culturale
All'epoca della pubblicazione per l'editore francese Robert Laffont, il libro ricevette un'accoglienza positiva in Francia da numerosi critici letterari, i quali si soffermavano più sul tono "profetico" e apocalittico della trama che sul suo valore letterario. Il romanzo venne elogiato da diversi intellettuali francesi come Louis Pauwels, Hervé Bazin, Michel Déon, Jean Cau, Jean Anouilh, Thierry Maulnier e il giornalista Bernard Pivot. 
Dopo la sua pubblicazione in inglese nel 1975 dalla casa editrice Scribner e nel 1977 in edizione tascabile dalla Ace Books, casa editrice specializzata in romanzi pulp, il giornalista Max Lerner lo elogiò per la sua abilità narrativa e il filosofo Sidney Hook ne sottolineò la portata provocatoria. In una recensione del 1975, il Time Magazine lo definì "una filippica biliosa" e ed è stato criticato più volte per i suoi contenuti apertamente razzisti, xenofobici e anti-immigrazione. Nel 1983 il libro venne nuovamente ristampato in lingua inglese per interesse dell'ereditiera statunitense Cordelia Scaife May, attivista per l'ecologia profonda, il controllo delle nascite e contro l'immigrazione. Ulteriori edizioni sono avvenute per volontà di John Tanton, optalmologo, nazionalista bianco e attivista pro-eugenetica e anti-immigrazione che, accusato di posizioni neonaziste, specificò che le sue visioni sull'immigrazione erano state influenzate dalla lettura del Campo dei santi. 
Venne tradotto successivamente, oltre all'inglese, in tedesco, spagnolo, portoghese, afrikaans, ceco, olandese, polacco, ungherese e italiano uscendo in quest'ultima lingua per le Edizioni di Ar, casa editrice dell'ex terrorista di Ordine Nuovo Franco Freda. In tempi recenti il libro è divenuto un testo di riferimento per gruppi di estrema destra, suprematisti bianchi, neofascisti, neonazisti e Alt-Right. 
Steve Bannon, prima di divenire consigliere strategico di Donald Trump, ha dichiarato di essere un lettore appassionato di Raspail e ha fatto più volte riferimento al suo libro più celebre: 
((ottobre 2015))
((gennaio 2016))
((gennaio 2016))
Il romanzo è diventato un'opera di riferimento anche per l'estrema destra francese. La politica francese Marine Le Pen, durante una trasmissione televisiva, ha invitato i telespettatori a rileggere il romanzo, dichiarandosi fan di Raspail, nonostante lo scrittore avesse affermato di simpatizzare e votare per Nicolas Sarkozy.

## Edizioni
- (FR) Le Camp des saints, Paris, Laffont, 1973.
- Il Campo dei Santi, collana Il Cavallo Alato, traduzione di Fabrizio Sandrelli, Padova, Edizioni di Ar, 1998, 2016, ISBN 978-88-986-7258-5.
- Il Campo dei Santi, a cura di Francesco Borgonovo, collana Pensiero Forte, traduzione di Gianni Correggiari (dall'edizione francese del 2011), con una nuova Prefazione ("Big Other", 2011) dell'Autore, Presentazione di Maurizio Belpietro, Milano, Panorama, 2025, ISBN 977-05-531-0947-5.